# Kagga, Koppa
Kagga là một làng thuộc tehsil Koppa, huyện Chikmagalur, bang Karnataka, Ấn Độ.